# United Nations Angola Verification Mission I
Die United Nations Angola Verification Mission I (UNAVEM I) war eine von drei aufeinanderfolgenden Friedensmissionen der Vereinten Nationen in Angola. Ihr folgten UNAVEM II und UNAVEM III.

## Vorgeschichte
Seit der Unabhängigkeit Angolas 1975 verwüstete ein Bürgerkrieg das Land. Der Versuch Portugals, mit den Gesprächen in Alvor in Portugal einen friedlichen Übergang in die Unabhängigkeit zu konzipieren, scheiterte. Die Kämpfe dauerten an. Die Parteien waren: Movimento Popular de Libertação de Angola (MPLA), Frente Nacional da Libertação de Angola (FNLA) und União Nacional para a Independência Total de Angola (UNITA). Die militärische Bedeutung der FNLA schwand rasch dahin und MPLA, unterstützt von der Sowjetunion und Kuba, und UNITA, unterstützt von den USA und der Republik Südafrika, fochten einen der typischen Stellvertreterkriege des Kalten Krieges aus. 
Mit dem absehbaren Ende des Kalten Krieges 1988 war dem Bürgerkrieg in Angola der Nährboden entzogen. Die kubanischen Truppen konnten sich angesichts des wachsenden politischen Drucks und des abnehmenden Nachschubs an Waffen in Angola nicht mehr halten.

## Entwicklung
Die Mission wurde 1988 durch die UN-Sicherheitsratsresolution 626 auf Verlangen der Regierungen von Angola und Kuba ins Leben gerufen. Die Aufgabe von UNAVEM I bestand darin, den Rückzug kubanischer Truppen nach Norden zu verifizieren sowie ihren danach folgenden vollständigen Rückzug aus Angola gemäß den von beiden Regierungen getroffenen Vereinbarungen. Dieser Rückzug war am 25. Mai 1991 abgeschlossen, einen Monat vor dem Zeitplan. Am 6. Juni 1991 berichtete der UN-Generalsekretär dem UN-Sicherheitsrat, dass UNAVEM I seine Mission in vollem Umfang erfüllt hat. 
Kommandiert wurde UNAVEM I von Brigadegeneral Péricles Ferreira Gomes aus Brasilien. Das Hauptquartier befand sich in Luanda.